# The Beekeeper (Film)
The Beekeeper ist ein US-amerikanischer Spielfilm von Regisseur David Ayer nach einem Drehbuch von Kurt Wimmer mit Jason Statham, Michael Epp, Emmy Raver-Lampman, Bobby Naderi, Josh Hutcherson, Jeremy Irons und Minnie Driver. Kinostart des Actionthrillers war in Deutschland und Österreich am 11. Januar 2024.

## Handlung
Eloise Parker ist eine ältere Dame und ehemalige Lehrerin, die alleine in ihrem Haus in ländlicher Gegend lebt. Sie hat einen Mieter, Adam Clay, der in ihrer Scheune lebt und dort ein ruhiges Leben als Imker („Beekeeper“) führt. Eines Tages fällt Eloise auf einen Phishing-Betrug herein und wird um über 2 Millionen US-Dollar gebracht, von denen der Großteil einer Wohltätigkeitsorganisation gehört, die sie leitet. Am Boden zerstört nimmt sie sich noch am gleichen Tag das Leben. Als Clay ihre Leiche findet, wird er sofort von der FBI-Agentin Verona Parker, Eloises Tochter, verhaftet. Nachdem Eloises Tod als Selbstmord eingestuft wird, wird Clay freigelassen. Verona erzählt Clay, dass die Gruppe, die Eloise ausgeraubt hat, schon seit einiger Zeit auf dem Radar des FBI war, sich aber als schwer zu verfolgen erwiesen hat. Sie ist pessimistisch, dass sie jemals vor Gericht gestellt werden, selbst wenn sie gefunden werden. Um Gerechtigkeit für Eloise zu erlangen, kontaktiert Clay die Imker, eine mysteriöse Organisation, um die verantwortlichen Betrüger ausfindig zu machen.
Clay erhält eine Adresse der Betrüger: ein Callcenter namens UDG (United Data Group), das von einem Mann namens Mickey Garnett betrieben wird. Clay dringt in das Gebäude der UDG ein und sprengt es in die Luft, nachdem er den Angestellten die Gelegenheit zur Flucht gegeben und eine Handvoll von Garnetts Männern ausgeschaltet hat. Garnett informiert seinen Chef, einen Technologie-Manager namens Derek Danforth. Derek schickt Garnett los, um Clay zu töten. Garnett und seine Schläger finden Clay und folgen ihm in seine Garage. Dort tötet Clay sie alle bis auf Garnett, den er verschont, aber nicht, bevor er ihm vorher die Finger abgeschnitten hat. Garnett ruft Derek an, während er an einer Brücke anhält, und informiert ihn, dass Clay Imker ist. Clay, der Garnett gefolgt ist, tötet ihn, während Derek am Telefon zuhört und warnt Derek, dass er hinter ihm her ist.
Derek geht zu Wallace Westwyld, um mit ihm über Clay zu sprechen. Wallace ist der ehemalige Chef der CIA und leitet derzeit auf Wunsch von Dereks Mutter die Sicherheit für Danforth Enterprises. Besorgt kontaktiert Wallace die derzeitige Direktorin der CIA, Janet Horward, in der Hoffnung, Clay davon abzuhalten, Derek zu töten. Howard kontaktiert die Imker und erfährt, dass Clay sich aus der Organisation zurückgezogen hat. Sie schicken jedoch ihren eigenen Imker los, um Clay zu töten. Clay tötet die neue Imkerin, zündet sie an und schneidet ihr den rechten Zeigefinger ab. Diesen benötigt er, um sich Zugang zu ihrem Lager zu verschaffen und neu auszurüsten. Da die anderen Imker nicht für weitere Opfer verantwortlich sein wollen, teilen sie der CIA mit, dass sie neutral bleiben und Clay nicht verfolgen werden.
In der Zwischenzeit haben Verona und ihr Partner Matt Wiley die Tatorte besucht und herausgefunden, dass Adam Clay offiziell nicht existiert. Sie stellen fest, dass Clays nächstes Ziel das Nine Points Center in Boston ist, das Dereks Callcenter auf der ganzen Welt verwaltet, einschließlich UDG. Nachdem sie den stellvertretenden FBI-Direktor Prigg darüber informiert haben, dass Clay Imker ist, erhalten sie die volle Finanzierung.
Wallace koordiniert eine Gruppe ehemaliger Spezialeinheiten und enthüllt ihnen, dass die Imker eine geheime Organisation sind, deren Aufgabe es ist, die Vereinigten Staaten zu schützen und außerhalb der Gerichtsbarkeit der Regierung zu operieren. Um eine Chance zu haben, Clay aufzuhalten, befiehlt Wallace der Gruppe, das Innere des Nine Points Building zu sichern, während das FBI sein eigenes SWAT-Team um den Perimeter herum platziert. Obwohl der Anführer der Spezialeinheit darauf besteht, dass die Angestellten zuerst aus dem Gebäude entfernt werden sollten, lässt Derek sie weiterarbeiten. Dies ermöglicht es Clay, das FBI-SWAT-Team schnell zu besiegen und das Gebäude zu infiltrieren, um den Manager auszuschalten, der Clay und dem FBI offenbart, dass Derek Danforth sein Boss ist.
Parker informiert den stellvertretenden FBI-Direktor Prigg darüber, dass Derek Danforth tatsächlich beide Unternehmen leitet. Beide sind im Besitz von Danforth Enterprises, das von mehreren US-Regierungsbehörden genutzt wird. Parker spricht auch an, dass Clay nicht nur versuchen wird, Derek zu töten, sondern auch Dereks Mutter Jessica, die Präsidentin der Vereinigten Staaten ist. Prigg gibt ihnen einen Blankoscheck und fährt fort, die Präsidentin zu informieren.
Wallace ist verärgert darüber, dass Clay wieder entkommen ist, und schlägt vor, dass Derek vorerst bei seiner Mutter bleibt, um den Schutz des Secret Service zu nutzen. In der Strandvilla der Präsidentin heuert Wallace eine Gruppe von Söldnern an, deren Anführer behauptet, einen Imker getötet zu haben, auf Kosten seines eigenen Beins.
In der Nähe des Eingangs zur Villa der Präsidentin klettert Clay auf die Unterseite eines Lastwagens und tauscht mit einem Agenten des Secret Service die Plätze, um sich unter eine Party zu mischen, die dort stattfindet. Verona bemerkt Clay, doch als er verhaftet werden soll, aktiviert Clay Bomben, die er als Ablenkung auf Secret-Service-Trucks platziert hat, um in die Villa zu gelangen.
Währenddessen erzählt Prigg in der Villa Dereks Mutter von der Betrugsoperation ihres Sohnes. Derek enthüllt, dass Jessica während ihrer Präsidentschaftskampagne in den Umfragen zurücklag und Geld brauchte. Er nutzte ein CIA-Programm, um finanzielle Ziele ausfindig zu machen und sie um ihr Geld zu betrügen. Verärgert und entsetzt beschließt Jessica, dass sie, wenn Clay sich nähert, ihm und der Welt die Wahrheit über Dereks Nutzung des Programms erzählen wird. Auf diese Weise hofft sie, dass er ihrem Sohn Gnade schenkt. Wütend tötet Derek Prigg und nimmt seine Mutter als Geisel. Clay kämpft sich zum Büro der Präsidentin vor, verwundet einige Agenten des Secret Service und tötet Söldner. Clay erreicht schließlich den Flur, der zu ihrem Büro führt. Er liefert sich einen Nahkampf mit dem Söldneranführer und tötet ihn. Clay erreicht das Büro der Präsidentin, wird aber von Wallace aufgehalten, der versucht, ihn zum Anhalten zu überreden, aber Clay bricht ihm die Finger. Er setzt einen Sprengsatz an die Tür, um sie zu durchbrechen, und betritt den Raum, wo er schnell von Verona und dem Rest der FBI-Agenten unterstützt wird.
Verona versucht, Clay davon abzubringen, Jessica und Derek zu töten. Ein nervöser Derek versucht dann, seine Mutter zu töten, da er nicht bereit ist, sich für seine Taten zu verantworten, aber Clay tötet ihn zu Jessicas Entsetzen zuerst. Dann springt Clay aus einem Fenster in der Nähe. Obwohl Verona freie Bahn hat, beschließt sie, Clay nicht zu erschießen, da sie glaubt, dass Gerechtigkeit für ihre Mutter und andere Opfer wichtiger ist, als den Buchstaben des Gesetzes zu folgen. Clay flieht daraufhin mit Hilfe einer Taucherausrüstung, die er zuvor am Strand versteckt hatte, durchs Meer vom Grundstück der Villa.

## Besetzung und Synchronisation
Die deutschsprachige Synchronisation übernahm die Neue Tonfilm München. Dialogregie führte Björn Schalla, der auch das Dialogbuch schrieb. Dabei nahm sich Schalla einige Freiheiten und bearbeitete die Texte im Stile des Schnodderdeutschen, wie man es vor allem aus den Filmen von Bud Spencer und Terence Hill kennt.
| Rolle                            | Darsteller         | Synchronsprecher     |
| -------------------------------- | ------------------ | -------------------- |
| Adam Clay                        | Jason Statham      | Thomas Nero Wolff    |
| Wallace Westwyld                 | Jeremy Irons       | Lutz Riedel          |
| Anisette                         | Megan Le           | Isabella Vinet       |
| CIA-Direktorin Janet Harward     | Minnie Driver      | Madeleine Stolze     |
| Derek Danforth                   | Josh Hutcherson    | Ricardo Richter      |
| Det. Chen                        | Derek Siow         | Jan Makino           |
| Eloise Parker                    | Phylicia Rashad    | Marianne Groß        |
| FBI-Agent Kim                    | Dan Li             | Julian Bloedorn      |
| FBI-Agent Matt Wiley             | Bobby Naderi       | Florian Clyde        |
| FBI-Agent Verona Parker          | Emmy Raver-Lampman | Alice Bauer          |
| Lazarus                          | Taylor James       | Peter Sura           |
| Lewis                            | Peter Brooke       | Hanns Jörg Krumpholz |
| Pettis                           | Michael Epp        | Michael Epp          |
| Präsidentin Jessica Danforth     | Jemma Redgrave     | Susanne Szell        |
| Rico Anzalone                    | Enzo Cilenti       | Sven Gerhardt        |
| stellvertretender Direktor Prigg | Don Gilet          | Florian Halm         |
| Secret Agent #1                  |                    | Björn Schalla        |

## Produktion und Hintergrund
Der Film wurde von Jason Statham, Kurt Wimmer und Bill Block für Miramax sowie von Chris Long für die Cedar Park Studios produziert. Den Vertrieb übernahmen in Deutschland die Leonine Studios und in Österreich die Constantin Film. Die Dreharbeiten begannen im September 2022 im Vereinigten Königreich. Im Oktober 2022 wurde in Tyringham Hall in Tyringham im Borough of Milton Keynes gedreht.
Die Kamera führte Gabriel Beristain, die Musik schrieb Jared Michael Fry, die Montage verantwortete Geoffrey O’Brien und das Casting Daniel Hubbard. Das Set-Design gestaltete Ben Munro und das Kostümdesign Kelli Jones.
Während die ursprüngliche Fassung in Deutschland keine Jugendfreigabe erhielt, legte Rechteinhaber Leonine eine um etwa fünf Minuten gekürzte Fassung zur Prüfung vor, die mit FSK 16 bewertet wurde.

## Veröffentlichung
Am Startwochenende spielte der Film in den USA 19 Millionen US-Dollar an den Kinokassen ein und belegte damit den zweiten Platz hinter Mean Girls – Der Girls Club.
Bis zum 24. März 2024 zog der Film in Deutschland 801.274 Besucher in die Kinos, davon bereits knapp 180.000 Besucher in den ersten vier Tagen, wobei er über 2,5 Millionen Euro einspielte.
Der Film erzielte ein weltweites Einspielergebnis von 152,7 Millionen US-Dollar.
Auf DVD und Blu-ray wurde der Film am 26. April 2024 veröffentlicht. 44 Tage nach dem Digitalstart verzeichnete der Film über 500.000 Abrufe.

## Rezeption
Sidney Schering vergab auf Filmstarts.de drei von fünf Sternen. Die Gier nach süßer Rache sei in The Beekeeper doch recht unterhaltsam geraten, gerade für Fans des „alten“ Jason Statham.
Doris Kuhn befand auf Filmdienst.de, dass es in The Beekeeper nicht an konzentrierter Brutalität mangle. Der Film wiederhole ausdauernd diese schnellen, nahen Fights in wechselnder Umgebung, bei der jede Menge Statisten zu Boden gerissen werden. Manchmal werde das mit Ballerei begleitet, auch mit Brandstiftung, kaum mit Listenreichtum oder Tricks.
Caroline Schluge schrieb auf DerStandard.at, dass The Beekeeper eindeutig nicht intellektuell anspruchsvolles Kino sei, für Genreliebhaber aber dennoch sehenswert. Die Spannung werde bis zum Schluss gehalten, witzige Momente lockerten auf.
Auch Marc Hairapetian urteilte in der Frankfurter Rundschau, dass extravagante Outfits, rotzige Sprüche und handgemachte Kampfszenen keine Langeweile aufkommen lassen und der Film beste Unterhaltung für Freunde des Action-Genres biete.
Laut Wolfgang M. Schmitt betreibe der „raffinierte Propagandafilm“ offene „Wahlwerbung für Trump“. Nicht nur bediene sich der Plot Metaphern wie dem hierarchischen Bienenstaat und glorifiziere Selbstjustiz, sondern zeichne das Bild eines hochkorrupten Systems. Zwar seien Parteien und Personen des öffentlichen Lebens nie eindeutig dargestellt, im Film dargestellte Opfer und Rächer entsprächen jedoch sehr den im Wahlkampf angesprochenen Zielgruppen. Dies gelte ebenso für das im Film herausgestellte und mutmaßlich an Hunter Biden angelehnte Kind der US-Präsidentin.
Die Tageszeitung (taz) wollte eine „Parodie auf das Genre“ erkennen und stellte die Frage, ob „in politischer Hinsicht der Drehbuchautor Kurt Wimmer eine Satire auf die rechtsdrehende Stimmung in den USA vorschwebte oder ob er sie unkritisch abbildet“.

## Fortsetzung
2025 wurde eine Fortsetzung unter dem Titel The Beekeeper 2 bestätigt. Anstelle von David Ayer soll Timo Tjahjanto die Regie übernehmen, David Ayer soll als Produzent fungieren. Die weltweiten Rechte für The Beekeeper 2 erwarben die Amazon MGM Studios für über 50 Millionen US-Dollar.